# Українське село (район)
41°54′05″ пн. ш. 87°40′49″ зх. д. / 41.9013° пн. ш. 87.6802° зх. д.
Українське село — житловий район, що знаходиться у західній частині міста Чикаго, штату Іллінойс, США. В 2002 році район був визнаний частиною Чикаго, з розширенням площ у 2005 та 2007 роках.

## Розширення району
Українське село (район) було відокремлене 4 грудня 2002 року. Район включає частини проспекту Хеддон, Томас-стріт, і Кортез вулиці між Даймен і проспектами Лівітт, в тому числі в частині Дамен, Хойн і проспекту Лівітт. Район охоплює найдавнішу частину селища Українське село, як району Чикаго, яке було заселялось з початку 1880-х років і до 1920-х років.
У 1886 році, на розі вулиць Хаддон і Дамен-Авеню, була побудована група незвичайних цегельних котеджів Вільямом Д. Керфутом. Він, як перший забудовник відновлював свій бізнес після Великої Чиказької пожежі 1871 року).

### 2005
Розширення на вулиці Волтон-Стріт почалося 27 липня 2005 року. Було зайнято чотири блочні ділянки на Волтон-Стріт між Даменом та Західними проспектами. Так була проведена друга фази розвитку Українського села, яке розбудовувалось активно з 1890 по 1905 рік. Він містить безперебійну колекцію міцно побудованих робітничих котеджів: одно-, дво- та триповерхових житлових будинків. Це розширення не було суміжним з оригінальним округом.

### 2007
Третя фаза розширення Українського села проходила 11 квітня 2007 року з двох окремих напрямів. У північній частині вона включила частину Томас-стріт, вулиці Кортез та бульвара Аугуста між проспектом Леавітт і бульваром Оуклі, а також Кортез з Оуклі на заході і Оуклі між Томас-стріт і бульваром Аугуста. Цей район був розділений на житлові ділянки, починаючи з 1905 року. А забудова житла йшла з 1910 по 1914 роки. Південна частина району включає вулицю Айова від Хойне на заході, Райс-стріт від Лейвітт до Оуклі і Оуклі з Волтона до Райс-стріт. Розподіл тривав з 1908 по 1911 роки, а з 1910 по 1917 роки відбувалось будівництво квартир.
З розширенням у 2007 р. оригінальний район та два його розширення були суміжними. Вони всі тепер називаються Українським селищем (селом). Примітно, що, хоча парафіяни Українського католицького собору Святого Миколая під № 2238 Вест Райс-стріт погодились із запропонованим призначенням, втім парафіяни Українського православного собору Св. Володимира під № 2252—2258 Вест Кортез-стріт не дали своєї згоди. В результаті будівля церкви у північно-східному куті вулиці Кортез та бульвара Оуклі, побудована близько 1911 року, як єпархіальна церква Св. Петра євангелістичної лютеранської церкви, була винесена за межі району.